# Bossa nova
La bossa nova, raramente bossanova; è un genere musicale, nato in Brasile alla fine degli anni '50, che trae origine dal samba, in particolare nella forma detta samba canção e, in genere, dalla tradizione musicale brasiliana. È ispirato culturalmente dalla "rive gauche" francese, dalle atmosfere minimaliste di certa musica europea e statunitense dell'epoca, ma soprattutto, dalla atmosfera di rinascita economica e nazionalista del Brasile di Juscelino Kubitschek.
Considerata – come si è detto – una nuova maniera di eseguire il Samba, la Bossa Nova viene inizialmente criticata a causa dell'influenza culturale nordamericana, percepita, negli sviluppi armonici, molto vicina al Cool jazz. I testi delle canzoni trattano temi leggeri e disimpegnati e raccontano la vita carioca a Rio de Janeiro. I primi vagiti delle nuove sonorità si avvertiranno con Antônio Carlos Jobim e la sua Sinfonia do Rio de Janeiro, del 1955.

## Caratteristiche tecniche

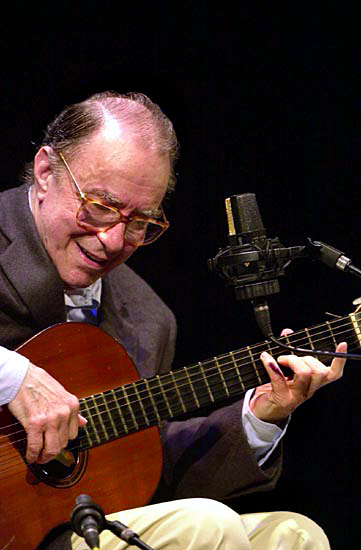
João Gilberto

I padri e co-inventori della bossa nova sono comunemente considerati il compositore e musicista Antônio Carlos Jobim, il poeta Vinícius de Moraes e il cantante e chitarrista João Gilberto. I precedenti però si trovano in Dorival Caymmi e nel tipo di samba-canção da lui elaborato e, più indietro ancora nel tempo, in alcune composizioni originali di Ernesto Nazareth.
Le caratteristiche tecniche e musicali della bossa nova si possono elencare in questo modo:
- temi quotidiani;
- tono colloquiale della voce;
- voce molto bassa, quasi sussurrata;
- armonie di samba;
- invenzioni melodiche jazz[6]

### I protagonisti
Oltre a João Gilberto, Tom Jobim e Vinícius de Moraes sono state figure essenziali nello sviluppo di questo stile musicale:
Dorival Caymmi, Edu Lobo, Francis Hime, Marcos Valle, Paulo Valle, Carlos Lyra, Ronaldo Bôscoli, Nara Leão, Bebel Gilberto, Baden Powell, Nelson Motta, Wilson Simonal e in tempi più recenti Eliane Elias.

### Descrizioni
La ricchezza della bossa nova consisteva anche nelle differenziazioni interne. Accanto alla linea sobria di João Gilberto e delle 'cool-vocalist' come Nara Leão e Astrud Gilberto, o la più tradizionale Claudette Soares, figurava una linea della diversità e dell’improvvisazione (Johnny Alf, Leny Andrade, Simonal). Peraltro l’appartamento di Nara, nel Palácio Champs-Élysées, era diventato il quartier generale della bossa nova, ma non quella di Jobim o João Gilberto, che raramente si recavano in quel luogo (anche Vinícius ci sarebbe andato per la prima volta solo nel 1963), bensì la bossa del gruppo degli amici di Ronaldo.
La "batida", così fu soprannominato lo stile tipico di João Gilberto, è un modo particolare di usare la mano destra sulle corde della chitarra: senza arpeggio, ma alternando il pollice sui bassi al contemporaneo pizzicare le corde delle altre dita (al modo già usato dai brasiliani come Dorival Caymmi), spesso con il tapping della mano sinistra. La particolarità è però di natura soprattutto ritmico-armonica. Infatti l'accompagnamento è costruito a partire da una linea continua semitonale di bassi discendenti, e ciò dà la sensazione che il ritmo della chitarra sia sempre in "recupero" sul tempo, che diventerà in seguito una delle caratteristiche precipue del genere, insieme "alla figura ritmica suonata con la mano sinistra dal batterista sul bordo del rullante". Va ricordato a tale proposito che il primo batterista che si cimentò nel genere fu il brasiliano Milton Banana, reclutato nel 1958 da João Gilberto per la registrazione di Chega de saudade. 
La bossa nova coincide con la nascita della musica di protesta degli anni sessanta, anni di fermento in cui si sono palesati gli eccessi politici del Brasile che portarono al colpo di Stato del 1964. I primi compositori, sicuramente critici delle peculiarità melense dei testi della bossa precedente ed influenzati dalla situazione socio-economico-politica del Brasile, utilizzarono questa musica per esprimere idee e attraverso essa veicolarle, per far prendere coscienza alla cospicua massa della popolazione brasiliana, incolta e straziata dai gravi problemi economici.

## Storia

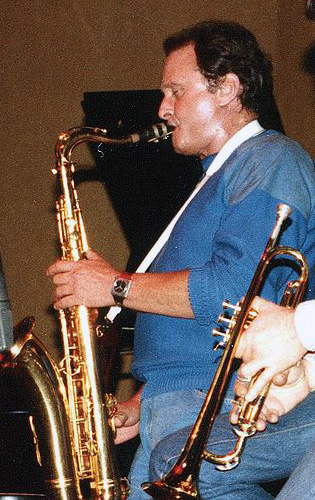
Stan Getz, il primo jazzista non brasiliano a cimentarsi nella Bossa nova

La data ufficiale di nascita della bossa nova è generalmente fatta coincidere con l'uscita, nel 1958, del disco Canção do amor demais della cantante Elizete Cardoso, su musiche di Antônio Carlos Jobim e testi di Vinícius de Moraes, che conteneva la canzone Chega de saudade nella quale suonava proprio João Gilberto.
Il successo di Chega de saudade, prima nell'interpretazione di Elizete Cardoso, ma soprattutto nella successiva versione dello stesso João Gilberto, fu clamoroso. La canzone è considerata all'unanimità il primo esempio completo di stile bossa nova, soprattutto per la presenza della caratteristica "batida".
La fama internazionale per la bossa nova arriva nei primi anni '60 ad opera di Tom Jobim e João Gilberto. In seguito il sassofonista jazz Stan Getz importa i ritmi brasiliani nel suo disco del 1962 Jazz Samba (con il chitarrista Charlie Byrd), poi realizza un album (Getz/Gilberto) con i protagonisti del nuovo genere, Antônio Carlos Jobim e João Gilberto, ottenendo in entrambi i casi un clamoroso successo commerciale.
Le canzoni lanciate da Tom Jobim e João Gilberto Desafinado, Garota de Ipanema, Samba de uma nota só,  Maria Ninguém (di Carlos Lyra), Saudade da Bahia, Rosa Morena, (le ultime due prese dal repertorio di Caymmi) e molte altre, diventarono veri standard e resero la bossa nova uno dei generi più in voga negli anni sessanta influenzando tutta la musica mondiale.

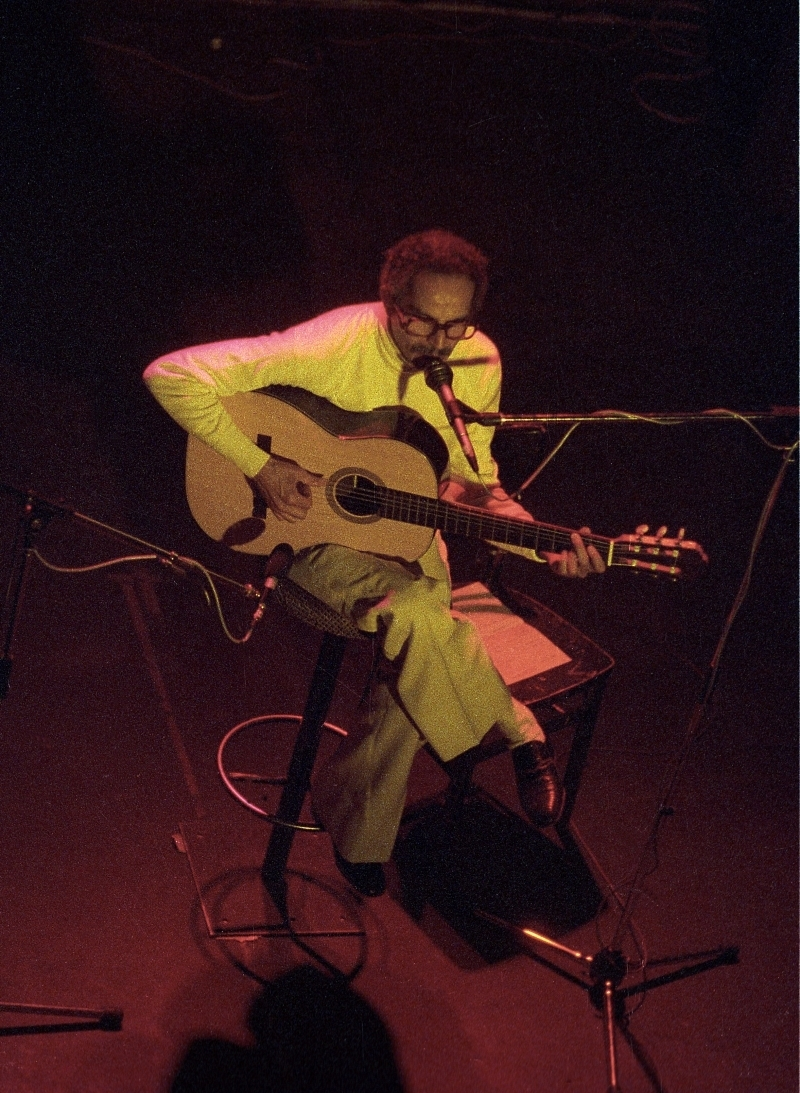
Baden Powell, uno dei più noti interpreti di bossa nova

Nel corso degli anni altri strumenti, oltre a quelli tipici, sono stati impiegati nelle esecuzioni della bossa nova, tra i quali sassofono (tutta la gamma), flauto, violino, piano elettrico, basso elettrico, chitarra elettrica, flicorno e trombone.